# Neolepidapedon pugetense
Neolepidapedon pugetense är en plattmaskart. Neolepidapedon pugetense ingår i släktet Neolepidapedon och familjen Lepocreadiidae. Inga underarter finns listade i Catalogue of Life.